# The Phnom Penh Post
The Phnom Penh Post (кхмер. ភ្នំពេញបុស្តិ៍) — ежедневная камбоджийская газета. Основана в 1992 году двумя журналистами — Майклом Хейсом и Кэтлином О'Кифом, является одной из первых периодических изданий на английском языке в Камбодже. Имеет редакцию на кхмерском языке.